# Coppa del Re 2014-2015 (calcio a 5)
La Coppa del Re 2014-2015 è stata la 5ª edizione del torneo e si è disputata dal 23 settembre 2014 al 2 maggio 2015. Partecipano alla competizione tutte le squadre di Primera e Segunda División oltre ad alcune della Segunda División B, per un totale di 42 formazioni. Il torneo è stato vinto per la prima volta dall'Inter, che ha conquistato così l'unico trofeo che ancora le mancava.

## Risultati

### Turno preliminare
Gli accoppiamenti del turno preliminare sono stati decisi tramite sorteggio; gli incontri si sono disputati tra il 23 e il 27 settembre 2014 in gara unica.
| Squadra 1              | Risultato | Squadra 2           |
| ---------------------- | --------- | ------------------- |
| Pinseque               | 5 - 6     | Brihuega            |
| L'Hospitalet Bellsport | 4 - 5     | Escola Pía          |
| Coineña                | 7 - 4     | UMA Antequera       |
| Pallejà                | 7 - 6     | La Unión Las Palmas |
| Manzanares             | 2 - 4     | Betis               |
| San Juan               | 1 - 2     | Debabarrena         |
| Noia                   | 7 - 6     | O Parrulo           |
| Pío-Pío Temisas        | 1 - 6     | Leganés             |
| Las Cuevecitas         | 3 - 2     | Malta 97            |
| Narón                  | 3 - 4     | Bembrive            |

### Sedicesimi di finale
Gli accoppiamenti dei sedicesimi di finale sono stati decisi tramite sorteggio; gli incontri si sono disputati tra il 13 e il 15 ottobre 2014 in gara unica.
| Squadra 1            | Risultato | Squadra 2        |
| -------------------- | --------- | ---------------- |
| Betis                | 3 - 1     | Jaén             |
| Gáldar               | 5 - 3     | Uruguay Tenerife |
| Debabarrena          | 3 - 5     | S10 Saragozza    |
| Hércules San Vicente | 2 - 3     | ElPozo Murcia    |
| Noia                 | 2 - 3     | Santiago         |
| Brihuega             | 1 - 5     | Inter            |
| Valdepeñas           | 2 - 5     | Xota             |
| Bembrive             | 5 - 4     | Burela           |
| Leganés              | 3 - 5     | Palma            |
| Pallejà              | 2 - 5     | Santa Coloma     |
| Segovia              | 4 - 3     | Ribera Navarra   |
| Las Cuevecitas       | 6 - 0     | Prone Lugo       |
| Elche                | 3 - 2     | Jumilla          |
| Coineña              | 2 - 6     | Levante          |
| Melilla              | 1 - 6     | Peñíscola        |
| Escola Pía           | 0 - 7     | Barcellona       |

### Ottavi di finale
Gli accoppiamenti degli ottavi di finale sono stati decisi tramite sorteggio; gli incontri si sono disputati il 4 e il 5 novembre 2014 in gara unica.
| Squadra 1      | Risultato       | Squadra 2     |
| -------------- | --------------- | ------------- |
| Santiago       | 6 - 6 (5-4 dtr) | Xota          |
| Gáldar         | 4 - 5           | Santa Coloma  |
| Las Cuevecitas | 1 - 4           | Palma         |
| Segovia        | 1 - 2           | S10 Saragozza |
| Elche          | 1 - 4           | Inter         |
| ElPozo Murcia  | 7 - 3           | Peñíscola     |
| Bembrive       | 2 - 12          | Barcellona    |
| Betis          | 5 - 3           | Levante       |

### Quarti di finale
Gli accoppiamenti dei quarti di finale sono stati decisi tramite sorteggio; gli incontri si sono disputati tra il 9 e il 16 dicembre 2014 in gara unica.
| Squadra 1    | Risultato | Squadra 2     |
| ------------ | --------- | ------------- |
| Santa Coloma | 5 - 4     | Levante       |
| Santiago     | 2 - 5     | Inter         |
| Barcellona   | 5 - 1     | S10 Saragozza |
| Betis        | 2 - 9     | ElPozo Murcia |

### Semifinali
Gli accoppiamenti delle semifinali sono stati decisi tramite sorteggio; gli incontri di andata si sono disputati il 14 gennaio 2015 mentre quelli di ritorno, a campi invertiti, il 3 e il 4 febbraio.
| Squadra 1    | Totale  | Squadra 2     | Andata | Ritorno |
| ------------ | ------- | ------------- | ------ | ------- |
| Santa Coloma | 11 - 10 | ElPozo Murcia | 6 - 3  | 5 - 7   |
| Inter        | 9 - 5   | Barcellona    | 4 - 2  | 5 - 3   |

### Finale
La finale del torneo, giocata in gara unica, si è disputata il 2 maggio 2015 presso il Pabellón Diego Calvo Valera di Águilas.
| Arbitri: | Fortes Pardo Martínez Flores |

|  |           |                                 |
|  | Marcatori | 21’ Pola 38’ Amado 40’ Cardinal |